# Muchinga (Provinz)
Die Muchinga-Provinz (englisch Muchinga Province) ist eine der zehn Provinzen von Sambia. Die Provinz hat 918.296 Einwohner (Zensus 2022) und umfasst 87.806 km². Hauptstadt der Provinz ist Chinsali.

## Geografie
Der Name stammt vom Muchinga-Gebirge. Die Provinz befindet sich im Nordosten Sambias und grenzt an die Ostprovinz im Süden, die Zentralprovinz im Südwesten, die Provinz Luapula im Westen und die Nordprovinz im Nordwesten. Im Norden grenzt sie an die Region Songwe in Tansania und im Osten an die Northern Region in Malawi.
| Luapula        | Nordprovinz                                 | Songwe, Tansania        |
| Zentralprovinz | Kompassrose, die auf Nachbargemeinden zeigt | Northern Region, Malawi |
| Zentralprovinz | Ostprovinz                                  | Ostprovinz              |

Die Provinz erstreckt sich über beide Seiten des Muchingagebirges und liegt im Einzugsgebiet des Sambesi und des Kongo-Flusses. Wichtigste Flüsse der Provinz sind der Luangwa, ein Nebenfluss des Sambesi, und der Chambeshi, ein Quellfluss des Luapula. Die Quelle des Luangwa befindet sich in der Provinz. Ein großer Teil der Nordgrenze wird durch die Flüsse Chambeshi und seinen Nebenfluss Kalungu gebildet.
Die Provinz hat drei Nationalparks: Den Lavushi Manda National Park, den Nordluangwa-Nationalpark und den Südluangwa-Nationalpark. Der Letztgenannte befindet sich auch im Gebiet der Ostprovinz.

## Geschichte
Der damalige Präsident Michael Sata gab im Oktober 2011 die Gründung der Provinz bekannt.
Im November 2011 ernannte der Präsident Malozo Sichone zum Minister der Muchinga-Provinz. Später wurde die Einrichtung der Provinz vom Parlament beschlossen.
Zunächst hatte die Muchinga fünf Distrikte. Der Chama-Distrikt wurde aus der Ostprovinz übernommen. Der Rest stammte aus der Nordprovinz. 2013 wurde der Mafinga Distrikt durch Teilung des Isoka Distrikts geschaffen. Schließlich ging der Chama-Distrikt wieder zurück an die Ostprovinz.

## Distrikte

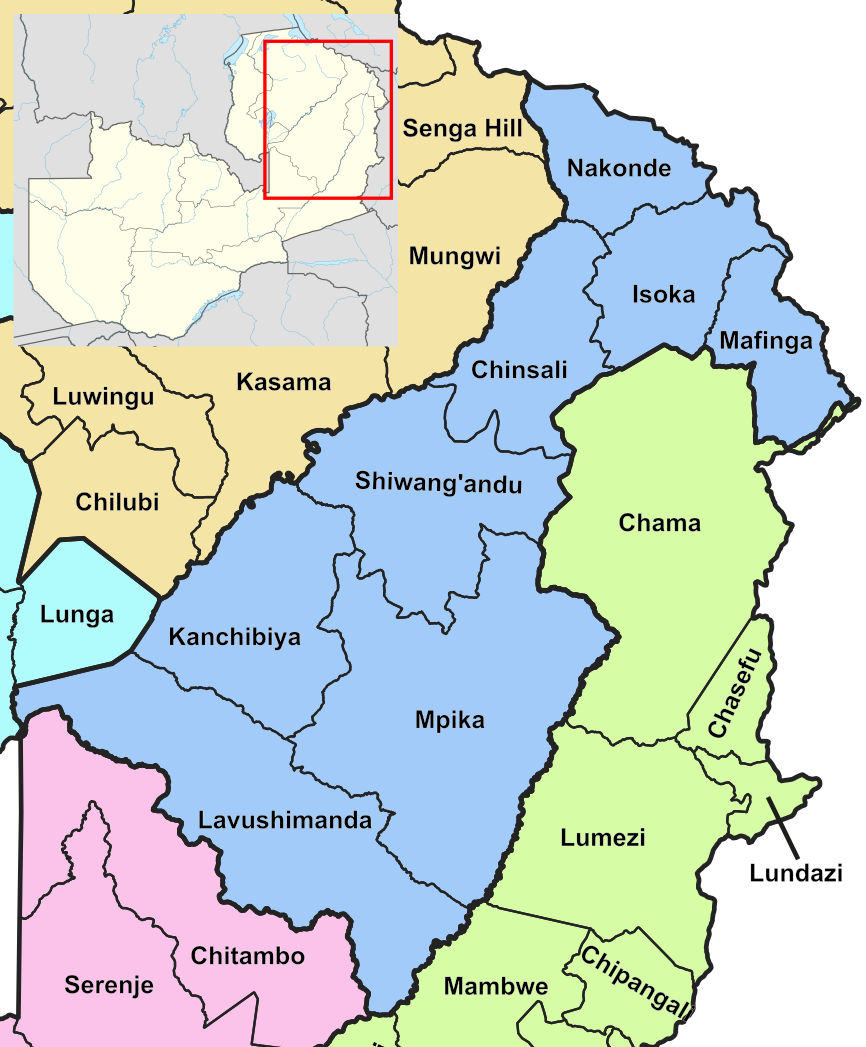
Die Distrikte der Muchinga Provinz

Die Provinz besteht aus acht Distrikten (Stand 2022):
| Distrikt     | Fläche in [km²] | Einwohner 2010 | Einwohner 2022 | Durchschnittliche jährliche Wachstumsrate [%] | Bevölkerungsdichte 2022 [Einwohner/km²] |
| ------------ | --------------- | -------------- | -------------- | --------------------------------------------- | --------------------------------------- |
| Chinsali     | 6342            | 86.723         | 148.997        | 4,6                                           | 24                                      |
| Isoka        | 4817            | 72.189         | 111.599        | 3,7                                           | 23                                      |
| Kanchibiya   | 8918            | 82.151         | 93.052         | 1,0                                           | 10                                      |
| Lavushimanda | 14.388          | 40.677         | 55.755         | 2,7                                           | 4                                       |
| Mafinga      | 4210            | 65.969         | 102.533        | 3,7                                           | 24                                      |
| Mpika        | 17.409          | 80.551         | 149.063        | 5,3                                           | 9                                       |
| Nakonde      | 4809            | 119.708        | 178.788        | 3,4                                           | 37                                      |
| Shiwang’andu | 9350            | 59.795         | 78.509         | 2,3                                           | 8                                       |
| Gesamt       | 70.243          | 607.763        | 918.296        | 3,5                                           | 13                                      |

Gemäß einer Verfügung der Regierung Sambias vom 31. Dezember 2021 wurde ein Distrikt der Ostprovinz zugeordnet:
- Chama

## Demografie
| Jahr | Einwohnerzahl |
| ---- | ------------- |
| 2000 | 566.266       |
| 2010 | 711.657       |
| 2015 | 895.058       |
| 2022 | 918.296       |

## Verkehrswege
Der TAZARA Railway, der Kapiri Mposhi mit Daressalam verbindet, verläuft vom Südwesten nach Nordosten durch die Provinz und ist ein wichtiges Transportmittel für die lokale Bevölkerung und den internationalen Handel. Analog verbindet der Tanzam Highway über Nakonde, der auf diesem Teilstück auch Great North Road genannt wird, Lusaka mit dem Indischen Ozean. Und zudem führt die Hauptstraße M1 von Mpika nach Mbala. Als weiteres Teilstück des Kairo-Gaborone-Kapstadt-Highway zur tansanischen Grenze und dem Tanganjikasee durch die Provinz.